# Wittstock/Dosse

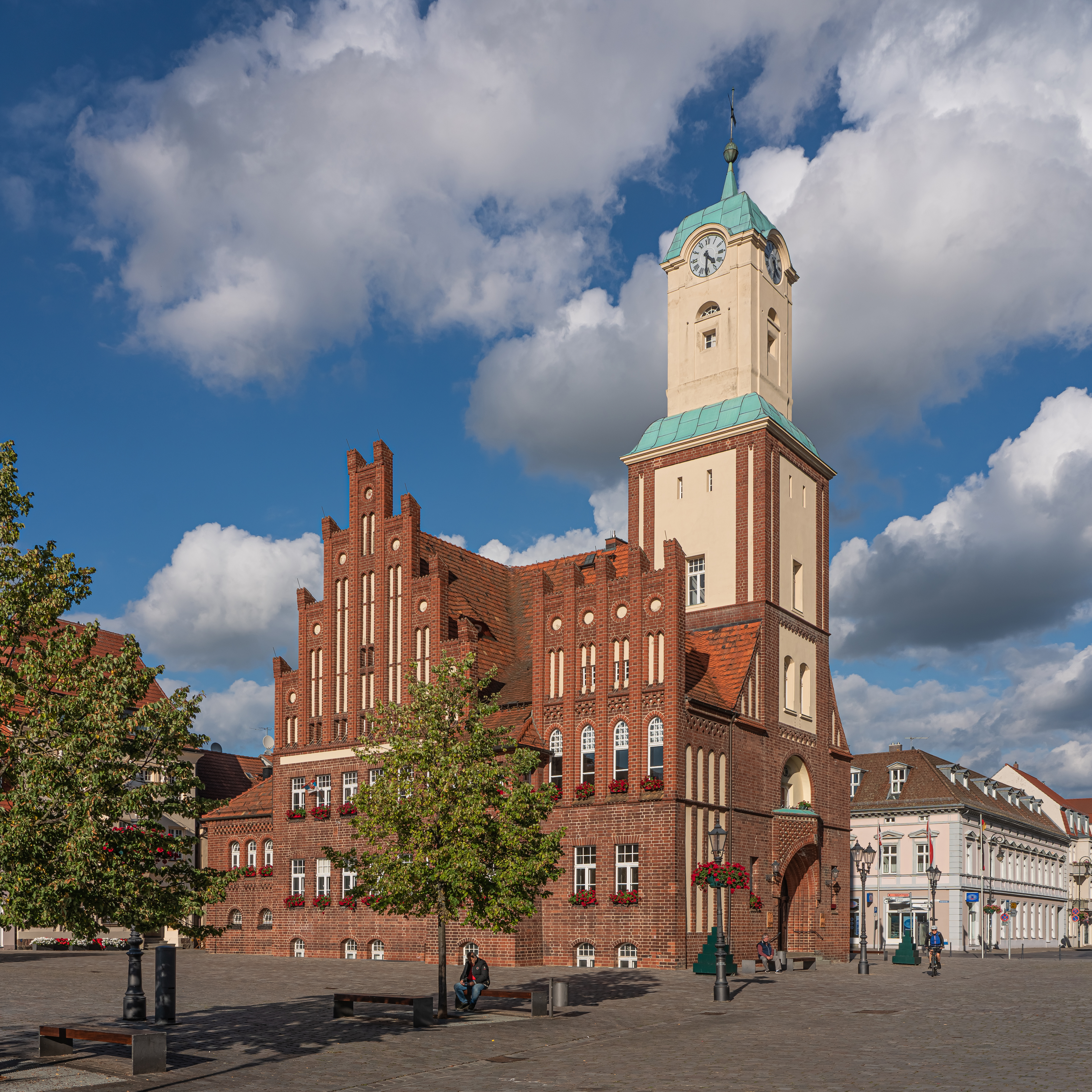
Mairie de Wittstock

Wittstock/Dosse est une ville de l'arrondissement de Prignitz-de-l'Est-Ruppin dans le Land de Brandebourg en Allemagne.

## Géographie
Wittstock/Dosse se trouve dans l'est de la Prignitz, sur la rivière Dosse.

## Quartiers
- Babitz
- Berlinchen
- Biesen
- Christdorf
- Dossow
- Dranse
- Fretzdorf
- Freyenstein
- Gadow
- Goldbeck
- Groß Haßlow
- Niemerlang
- Rossow
- Schweinrich
- Sewekow
- Wulfersdorf
- Zempow
- Zootzen

## Histoire
Près de cette ville a eu lieu durant la guerre de Trente Ans la célèbre bataille de Wittstock, victoire des Suédois sur les troupes de Saxe et du Saint-Empire romain germanique (11 000 morts et 8 000 prisonniers).

## Démographie
- Courbe d'évolution comparée de la population et du Land de Brandebourg
- Évolution prévisionnelle de la démographie

| Année | Population |
| ----- | ---------- |
| 1875  | 15 434     |
| 1890  | 15 366     |
| 1910  | 14 873     |
| 1925  | 15 045     |
| 1933  | 15 802     |
| 1939  | 16 538     |
| 1946  | 19 901     |
| 1950  | 20 700     |
| 1964  | 17 717     |
| 1971  | 17 912     |

| Année | Population |
| ----- | ---------- |
| 1981  | 19 022     |
| 1985  | 19 903     |
| 1989  | 20 447     |
| 1990  | 20 056     |
| 1991  | 19 275     |
| 1992  | 20 561     |
| 1993  | 19 977     |
| 1994  | 19 885     |
| 1995  | 20 164     |
| 1996  | 19 750     |

| Année | Population |
| ----- | ---------- |
| 1997  | 19 759     |
| 1998  | 19 464     |
| 1999  | 18 584     |
| 2000  | 17 985     |
| 2001  | 17 674     |
| 2002  | 17 305     |
| 2003  | 17 039     |
| 2004  | 16 687     |
| 2005  | 16 363     |
| 2006  | 16 108     |

| Année | Population |
| ----- | ---------- |
| 2007  | 15 892     |
| 2008  | 15 650     |
| 2009  | 15 407     |
| 2010  | 15 235     |
| 2011  | 14 801     |
| 2012  | 14 708     |
| 2013  | 14 631     |
| 2014  | 14 427     |
| 2015  | 14 380     |
| 2016  | 14 291     |

| Année | Population |
| ----- | ---------- |
| 2017  | 14 283     |
| 2018  | 14 198     |
| 2020  | 14 007     |

## Jumelages
- Uetersen (Allemagne) depuis le 3 octobre 1990[2]
- Höganäs (Suède) depuis 2004
- Luçon (Vendée) (France) depuis 2018

## Personnalités liées à la ville
- Minna Cauer (1841-1922), enseignante, journaliste, militante radicale pour les droits des femmes et pacifiste